# Die Hard (datorspel)
Die Hard (ダイ・ハード Dai Hādo?) är ett dator/TV-spel, utgivet 1990 till C64 och 1991 till NES.

## Handling
Spelet är baserat på filmen med samma namn. John McClane skall strida mot terrorister ledda av Hans Gruber och rädda gisslan, bland dem hans fru, inuti en skyskrapa Fox Plaza i Los Angeles.

### Fotnoter
1. 1 2  ”Release information”. Game FAQs. Arkiverad från originalet den 8 mars 2005. https://web.archive.org/web/20050308224245/http://www.gamefaqs.com/console/nes/data/587228.html. Läst 30 april 2014.
2. 1 2 3  ”Die Hard”. NES DB. 14 mars 1991. Arkiverad från originalet den 2 maj 2014. https://web.archive.org/web/20140502003309/http://www.nesdb.se/game_more.php?id=351&rid=1. Läst 30 april 2014.